# Plebicula golgus
Plebicula golgus är en fjärilsart som beskrevs av Jacob Hübner 1803/18. Plebicula golgus ingår i släktet Plebicula och familjen juvelvingar. Inga underarter finns listade i Catalogue of Life.

## Bildgalleri

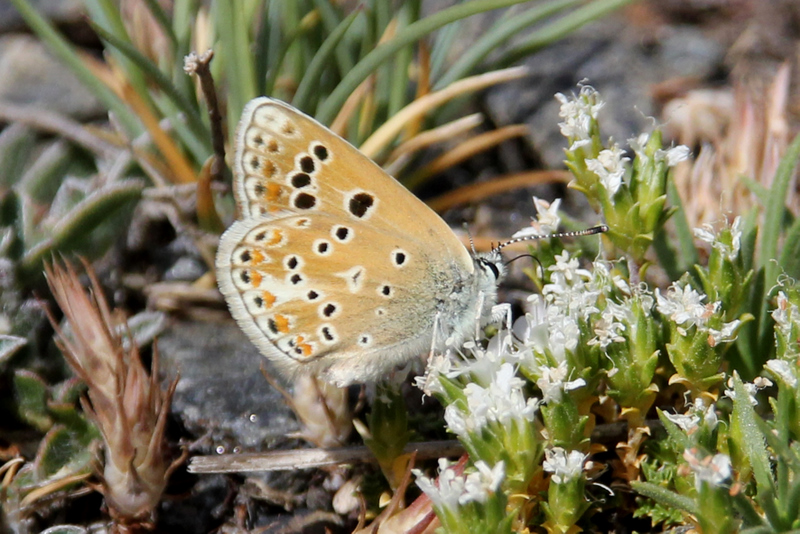